# Labastide-Clermont
Labastide-Clermont (em occitano:  La Bastida de Clarmont) é uma comuna francesa na região administrativa da Occitânia, no departamento do Alto Garona. Estende-se por uma área de 14.58 km², com 669 habitantes, segundo o censo de 2018, com uma densidade de 46 hab/km².